# Sandrine Gard
Sandrine Gard est une athlète française, née à Bordeaux le 2 novembre 1967, adepte de la course d'ultrafond et championne de France des 24 heures en 2014.

## Biographie
Sandrine Gard est championne de France des 24 heures du Confluent à Portet-sur-Garonne en 2014. Elle obtient également une troisième place aux championnats de France des 24 heures de Vierzon en 2017.

## Records personnels
Statistiques de Sandrine Gard d'après la Fédération française d'athlétisme (FFA) et la Deutsche Ultramarathon-Vereinigung (DUV) :
- 3 000 m : 11 min 48 s 36 en 2006
- 10 km route : 40 min 19 s en 2006
- Semi-marathon : 1 h 27 min 54 s en 2007
- Marathon : 3 h 8 min 58 s au marathon d'Albi en 2007[5]
- 6 heures route : 61,929 km aux 24 h du Quai du Cher à Vierzon en 2017 (6 h split)
- 12 heures route : 117,985 km aux 24 h du Quai du Cher à Vierzon en 2017 (12 h split)
- 24 heures route : 218,473 km aux championnats de France des 24 h du Confluent à Portet-sur-Garonne en 2014